# Prima ballerina assoluta

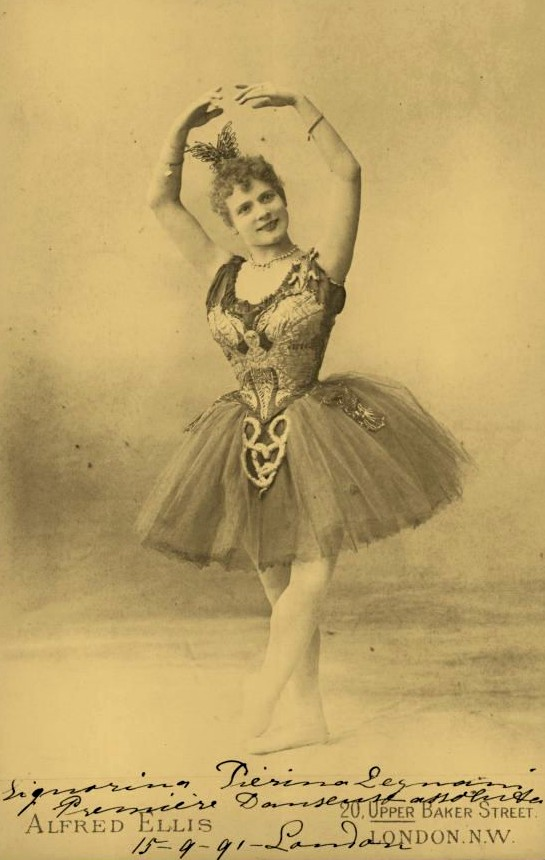
Pierina Legnani, la prima ballerina ad essere nominata prima ballerina assoluta, fotografata durante il suo tour di Londra, 1891. Sulla foto c'è scritto Signorina Pierina Legnani, Première danseuse assoluta. 15-9-91, Londra.

Prima ballerina assoluta è un titolo assegnato alle ballerine più importanti. Essere riconosciute come "prima ballerina assoluta" è un grande onore, tradizionalmente riservato solo a ballerine eccezionali nella loro generazione.

## Definizione e assegnazione
Originariamente ispirato dai maestri di balletto italiani del primo balletto romantico, il titolo veniva conferito a una prima ballerina che era considerata un talento eccezionale, al di sopra dello standard delle altre principali ballerine. Oggi il titolo è assegnato molto raramente; usi recenti sono stati generalmente simbolici, o come riconoscimento di una prestigiosa carriera internazionale, o per un servizio eccezionale ad una particolare compagnia di balletto.
Non esiste una procedura universale per designare chi può ricevere il titolo, che ha portato a contestazioni nella comunità del balletto su chi lo può legittimamente rivendicare. Di solito è una compagnia di balletto che conferisce il titolo, tuttavia alcune ballerine hanno acquisito il titolo ufficialmente attribuito da un governo o capo di Stato, a volte per motivi politici piuttosto che artistici. Meno comune è per una ballerina di identificarsi come prima ballerina assoluta per il giudizio dell'opinione pubblica o della critica.
Solo tre prime ballerine attualmente attive detengono questo titolo nel mondo, e queste sono Svetlana Zacharova dalla Russia, Alessandra Ferri dall'Italia e Nina Ananiashvili della Georgia.
Nel 1981 il New York Times definì anche Carla Fracci prima ballerina assoluta.

## Storia
Il primo uso documentato del titolo come il punteggio di una compagnia fu nel 1894, quando il maestro di ballo francese Marius Petipa lo conferì alla ballerina italiana Pierina Legnani. Egli la considerava la ballerina leader suprema di tutta l'Europa.
La seconda ballerina alla quale fu attribuito il titolo era la contemporanea della Legnani Matil'da Kšessinskaja. Petipa, però, non era d'accordo con l'assegnazione a lei di un titolo così importante; anche se era una ballerina straordinaria, avvertiva che aveva ottenuto il titolo principalmente attraverso i suoi legami con la corte imperiale russa.
Depositaria dell'illustre scuola italiana come allieva di Enrico Cecchetti ed erede simbolica della Legnani, Attilia Radice diviene prima ballerina del Teatro alla Scala nei primi anni '30 per poi ricoprire per un ventennio il ruolo di prima ballerina assoluta al Teatro dell'Opera di Roma ed infine continuare la tradizione didattica del metodo Cecchetti quale direttrice della scuola di danza dello stesso teatro romano.
Le uniche ballerine sovietiche a detenere il titolo erano Galina Ulanova e Majja Pliseckaja. La svizzera-americana di origine Eva Evdokimova fu riconosciuta come prima ballerina assoluta a seguito delle apparizioni con il balletto Kirov nel 1970, quando fu nominata tale dalla maestra del corpo di ballo, Natal'ja Dudinskaja. Il titolo fu in seguito riconosciuto da un voto del Senato di Berlino.
Altre ballerine cui fu conferito il titolo sono Anneli Alhanko dalla Svezia, Alicia Alonso da Cuba, Carla Fracci e Alessandra Ferri.
 dall’Italia e Alicia Markova e Margot Fonteyn dall'Inghilterra.
L'unica ballerina francese a detenere il titolo è Yvette Chauviré.
Nureev fece anche riferimento alla ballerina americana Cynthia Gregory come prima ballerina assoluta degli Stati Uniti d'America, ma questo non fu mai formalmente riconosciuto. Un'altra a non detenere il titolo è la grande Anna Pavlova, probabilmente la ballerina più conosciuta della storia.
In Sudafrica, l'unica ballerina cui fu conferito il titolo di prima ballerina assoluta (1984) è stata Phyllis Spira (1943-2008).
Dal momento che la Evdokimova è generalmente considerata come una ballerina internazionale piuttosto che americana e gli Stati Uniti non hanno alcuna procedura per la designazione di una prima ballerina assoluta, il titolo per una ballerina di danza americana di una compagnia americana si considera spesso che sia appartenuto a Cynthia Gregory con American Ballet Theatre.
Sylvie Guillem nonché Darcey Bussell del Royal Ballet, Londra, sono considerate da molti appartenere al cerchio delle divine ed entrambe sono state, fino al loro ritiro dal balletto, le principali artiste ospiti del Royal Ballet, che è un titolo onorifico valutato equivalente al rango di prima ballerina assoluta.

## Ballerine nominate
| N. | Nome                            | Nazionalità      | Note |
| -- | ------------------------------- | ---------------- | --- |
| 1  | Pierina Legnani                 | Italia           | Nominata Prima Ballerina Assoluta del Balletto Mariinskij su richiesta di Marius Petipa. |
| 2  | Matil'da Feliksovna Kšesinskaja | Russia           | Nominata Prima Ballerina Assoluta del Balletto Mariinskij, presumibilmente a causa delle sue connessioni con la Corte Imperiale Russa. Petipa è noto per aver tentato di bloccare la sua promozione.                                                                                                  |
| 3  | Alicia Markova                  | Regno Unito      | Non esiste una registrazione che il titolo sia stato mai attribuito ufficialmente, ma è accreditata come Prima Ballerina Assoluta in numerose fonti. È anche accreditata come tale dalla English National Ballet, di cui è stata cofondatrice e dal Royal Ballet, di cui fu la prima Prima Ballerina. |
| 4  | Galina Ulanova                  | Unione Sovietica | La prima ballerina nominata Prima Ballerina Assoluta dal Governo Sovietico, in seguito al suo trasferimento al Teatro Bol'šoj |
| 5  | Alicia Alonso                   | Cuba             | Non esiste una registrazione che il titolo sia stato mai attribuito ufficialmente, ma è accreditata come Prima Ballerina Assoluta in numerose fonti, compreso il Cuban National Ballet, del quale è stata la fondatrice.                                                                              |
| 6  | Attilia Radice                  | Italia           | Prima Ballerina Assoluta del Teatro dell'Opera di Roma dal 1935 al 1957, su richiesta di Oliviero De Fabritiis. |
| 7  | Majja Michajlovna Pliseckaja    | Unione Sovietica | Nominata Prima Ballerina Assoluta del Teatro Bol'šoj dal Governo Sovietico, come successore di Galina Ulanova |
| 8  | Eva Evdokimova                  | Stati Uniti      | È stata nominata Prima Ballerina Assoluta a seguito delle sue apparizioni con il Balletto Kirov negli anni '70. Il titolo è stato poi ufficializzato dal Senato del Governo Tedesco. |
| 9  | Margot Fonteyn                  | Regno Unito      | Nominata Prima Ballerina Assoluta del Royal Ballet nel 1979, come premio per il suo 60º compleanno. Il titolo fu anche ratificato dalla Regina Elisabetta II come patrona della compagnia. |
| 10 | Carla Fracci                    | Italia           | 1981 |
| 11 | Anneli Alhanko                  | Svezia           | 1984 |
| 12 | Phyllis Spira                   | Sudafrica        | 1984 |
| 13 | Nina Ananiashvili               | Georgia          | 1988 |
| 14 | Alessandra Ferri                | Italia           | 1992 |
| 15 | Yvette Chauviré                 | Francia          | È l'unica ballerina francese ad avere ottenuto il titolo di Prima Ballerina Assoluta. |
| 16 | Svetlana Jur'evna Zacharova     | Russia           | Prima Ballerina Assoluta al Teatro Bol'šoj di Mosca |